# بدلة السباحة الجديدة من سوبرمان وبولا براون
بدلة السباحة الجديدة من سوبرمان وبولا براون قصة قصيرة كتبت من قبل سيلفيا بلاث عام 1955.

## نبذة
القصة تتناول قضية تخيلات الأطفال (عن سوبرمان ) وكيف يمكن للأطفال إلقاء اللوم على الآخرين لخسائرهم المادية (بدلة ثلجية تالفة) والوقوع بسهولة في اللوم الجماعي, بينما عندما يتم اتهامك بشيء ما ، فإن سوبرمان في الواقع ليس موجودًا على الإطلاق لإنقاذك بسهولة. 